# Nectandra parviflora
Nectandra parviflora là một loài thực vật thuộc họ Lauraceae. Loài này có ở Ecuador và có thể cả Peru.